# Schizomitrium guatemalense
Schizomitrium guatemalense là một loài Rêu trong họ Hookeriaceae. Loài này được (E.B. Bartram) J. Florsch. mô tả khoa học đầu tiên năm 1986.